# The Kathmandu Post
The Kathmandu Post est un journal quotidien en langue anglaise, publié à Katmandou (Népal) par le groupe de presse et de médias Kantipur Publications Pvt. Ltd.
Ce quotidien a un tirage estimé à 40 000 exemplaires.
Il a été lancé en février 1993, en même temps que Kantipur, moins de trois ans après l'instauration d'un régime parlementaire multipartiste au Népal.

## Le groupe Kantipur Publications Pvt. Ltd.
Le groupe Kantipur Publications Pvt. Ltd. publie notamment :
- le quotidien de langue népalaise Kantipur (en népalais : कान्तिपुर), qui a donné son nom au groupe de médias, et dont la diffusion est estimée à 210 000 exemplaires ;
- diverses publications en népalais :
  - le tabloïd hebdomadaire de divertissement Saptahik (en népalais : साप्ताहिक), dont la diffusion est estimée à 80 000 exemplaires ;
  - le magazine mensuel féminin Nari (en népalais : नारी), dont la diffusion est estimée à 32 000 exemplaires ;
  - l'hebdomadaire d'informations générales Nepal Weekly (en népalais : नेपाल, « Népal »), dont la diffusion est estimée à 35 000 exemplaires.

Le groupe s'est également diversifié dans la radiodiffusion, la télévision et Internet :
- Kantipur Television Network, appelée ordinairement KTV, réseau de télévision diffusant ses programmes propres mais également affilié au réseau CNN ;
- Kantipur FM 96.1, radio en modulation de fréquence créée en 1998, diffusée dans le centre et dans l'Est du Népal ;
- eKantipur.com, portail d'informations et de services sur le Web, en langue anglaise.